# 最知駅
最知駅（さいちえき）は、宮城県気仙沼市最知川原（さいちかわら）にある、東日本旅客鉄道（JR東日本）気仙沼線BRT（バス高速輸送システム）の駅である。元々は同社の気仙沼線の鉄道駅であった。

## 歴史
- 1967年（昭和42年）7月20日：日本国有鉄道（国鉄）気仙沼線の駅として開業[2][3]。旅客のみを取り扱う駅員無配置駅[4]。
- 1987年（昭和62年）4月1日：国鉄分割民営化により、JR東日本の駅となる[2]。
- 2011年（平成23年）3月11日：東日本大震災（東北地方太平洋沖地震）で発生した津波により被害を受ける[5]。
- 2012年（平成24年）8月20日：BRTで仮復旧。陸前階上駅 - 当駅間をバス専用道として整備、新駅舎使用開始[6]。
- 2020年（令和2年）4月1日：柳津駅 - 気仙沼駅間の鉄道事業廃止により、鉄道駅としては廃駅となる[7][8]。

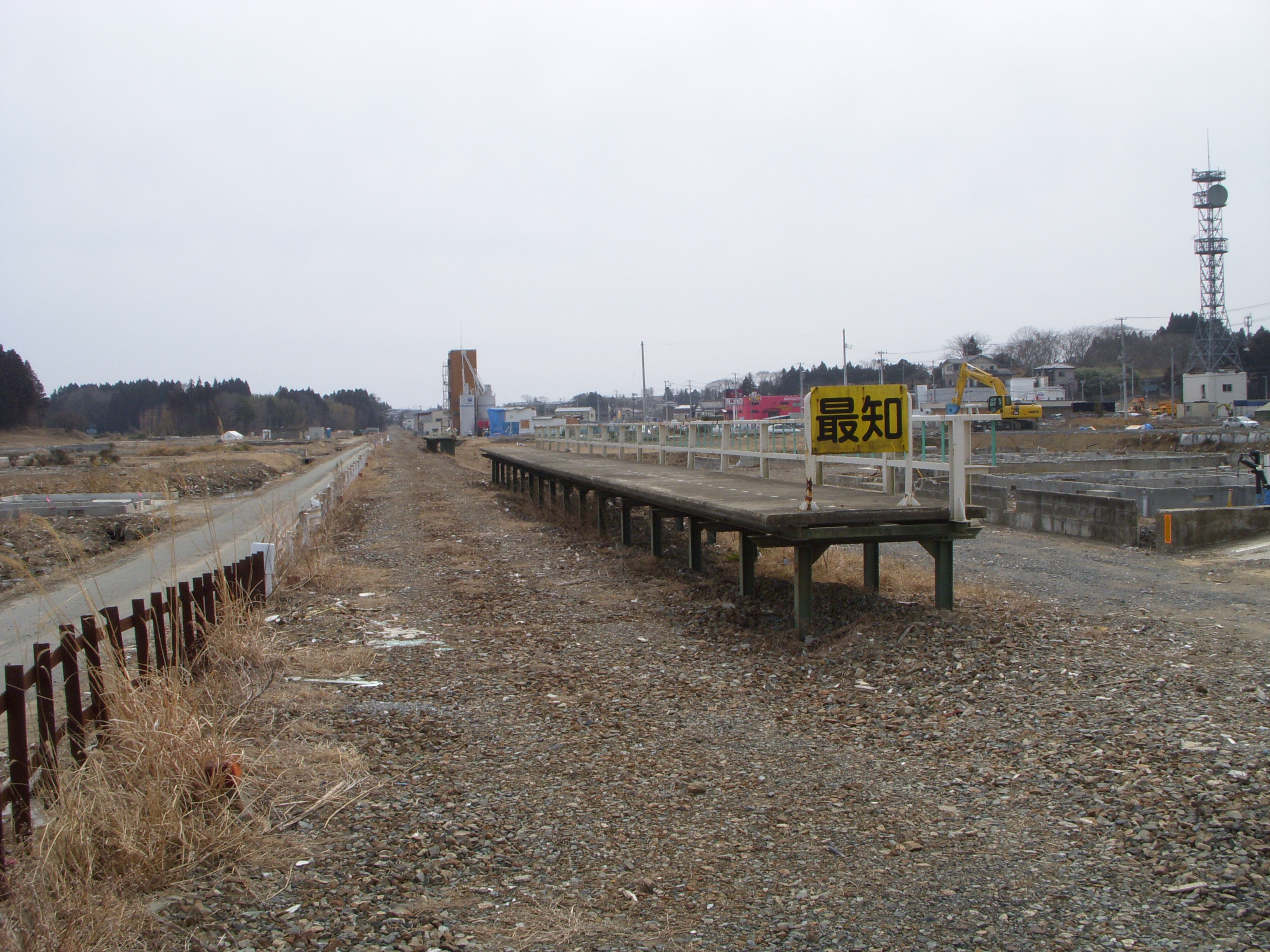
震災被害を受けたホーム（2012年3月）

## 駅構造
震災後のBRTの運行開始に伴い、被害を受けた鉄道駅を撤去し、1車線の専用道の両側に対面式の乗降場が整備された。
鉄道駅としては単式ホーム1面1線を有する地上駅で、駅舎はなく気仙沼駅管理の無人駅であった。

## 利用状況
JR東日本によると、2023年度（令和5年度）の1日平均乗車人員は28人である。
2013年度（平成25年度）以降の推移は以下のとおりである。
| 乗車人員推移       | 乗車人員推移     | 乗車人員推移    |
| 年度               | 1日平均 乗車人員 | 出典            |
| ------------------ | ---------------- | --------------- |
| 2013年（平成25年） | 35               | [ 利用客数 2 ]  |
| 2014年（平成26年） | 44               | [ 利用客数 3 ]  |
| 2015年（平成27年） | 45               | [ 利用客数 4 ]  |
| 2016年（平成28年） | 43               | [ 利用客数 5 ]  |
| 2017年（平成29年） | 46               | [ 利用客数 6 ]  |
| 2018年（平成30年） | 42               | [ 利用客数 7 ]  |
| 2019年（令和元年） | 30               | [ 利用客数 8 ]  |
| 2020年（令和02年） | 16               | [ 利用客数 9 ]  |
| 2021年（令和03年） | 20               | [ 利用客数 10 ] |
| 2022年（令和04年） | 21               | [ 利用客数 11 ] |
| 2023年（令和05年） | 28               | [ 利用客数 1 ]  |

## 駅周辺
駅の西側を国道45号が南北に走っている。
- ミヤコーバス「最知」停留所

## 隣の停留所
東日本旅客鉄道（JR東日本）
■気仙沼線BRT
陸前階上駅 - 最知駅 - 岩月駅

### かつて存在した鉄道路線
東日本旅客鉄道（JR東日本）
■気仙沼線
陸前階上駅 - 最知駅 - 松岩駅

### 記事本文
1. 1 2 3  『週刊 JR全駅・全車両基地』 56号 新庄駅・気仙沼駅・鳴子温泉駅ほか80駅、朝日新聞出版〈週刊朝日百科〉、2013年9月15日、24頁。
2. 1 2 3  石野哲（編）『停車場変遷大事典 国鉄・JR編 Ⅱ』（初版）JTB、1998年10月1日、484頁。ISBN 978-4-533-02980-6。
3. ↑  「日本国有鉄道公示第357号」『官報』1967年7月14日。
4. ↑  「通報 ●気仙沼線最知駅の設置について（営業管理室）」『鉄道公報』日本国有鉄道総裁室文書課、1967年7月14日、2面。
5. ↑  「【東日本大震災】JR東日本、太平洋沿岸の23駅流失」『SankeiBiz』2011年4月1日。オリジナルの2011年4月13日時点におけるアーカイブ。2011年4月7日閲覧。
6. ↑  「気仙沼線における暫定的なサービス提供開始について (PDF)」（プレスリリース）、東日本旅客鉄道仙台支社／東日本旅客鉄道盛岡支社、2012年7月18日。2013年6月19日時点のオリジナル (PDF)よりアーカイブ。2025年7月30日閲覧。
7. ↑  「気仙沼線（柳津～気仙沼間）及び大船渡線（気仙沼～盛間）における鉄道事業の廃止の日の繰上げの届出について (PDF)」（プレスリリース）、東日本旅客鉄道、2020年1月31日。2020年2月6日閲覧。
8. ↑  「鉄道事業の廃止の届出に係る廃止の日の繰上げについて (PDF)」（プレスリリース）、国土交通省東北運輸局、2020年1月29日。2020年2月1日時点のオリジナル (PDF)よりアーカイブ。2020年2月6日閲覧。

### 利用状況
1. 1 2  「BRT駅別乗車人員（2023年度）| 企業サイト：JR東日本」東日本旅客鉄道。2025年7月30日閲覧。
2. ↑  「BRT駅別乗車人員（2013年度）：JR東日本」東日本旅客鉄道。2025年7月30日閲覧。
3. ↑  「BRT駅別乗車人員（2014年度）：JR東日本」東日本旅客鉄道。2025年7月30日閲覧。
4. ↑  「BRT駅別乗車人員（2015年度）：JR東日本」東日本旅客鉄道。2025年7月30日閲覧。
5. ↑  「BRT駅別乗車人員（2016年度）：JR東日本」東日本旅客鉄道。2025年7月30日閲覧。
6. ↑  「BRT駅別乗車人員（2017年度）：JR東日本」東日本旅客鉄道。2025年7月30日閲覧。
7. ↑  「BRT駅別乗車人員（2018年度）：JR東日本」東日本旅客鉄道。2025年7月30日閲覧。
8. ↑  「BRT駅別乗車人員（2019年度）：JR東日本」東日本旅客鉄道。2025年7月30日閲覧。
9. ↑  「BRT駅別乗車人員（2020年度）| 企業サイト：JR東日本」東日本旅客鉄道。2025年7月30日閲覧。
10. ↑  「BRT駅別乗車人員（2021年度）| 企業サイト：JR東日本」東日本旅客鉄道。2025年7月30日閲覧。
11. ↑  「BRT駅別乗車人員（2022年度）| 企業サイト：JR東日本」東日本旅客鉄道。2025年7月30日閲覧。